# Liste der Suzuki-Motorräder

Aktuelles Suzuki-Logo

Diese Liste der Suzuki-Motorräder ist nicht alphabetisch, sondern chronologisch und nach Motorradtypen gegliedert. Aktuelle in Deutschland erhältliche Modelle sind mit fetter Schrift hervorgehoben. Die angegebenen Jahreszahlen dienen nur der groben Orientierung. Produktion und Vertrieb unterscheiden sich je nach betrachtetem Absatzmarkt stark und lassen sich hier nicht komplett darstellen. Diese werden, wenn genau bekannt, in den entsprechenden Artikeln erörtert.

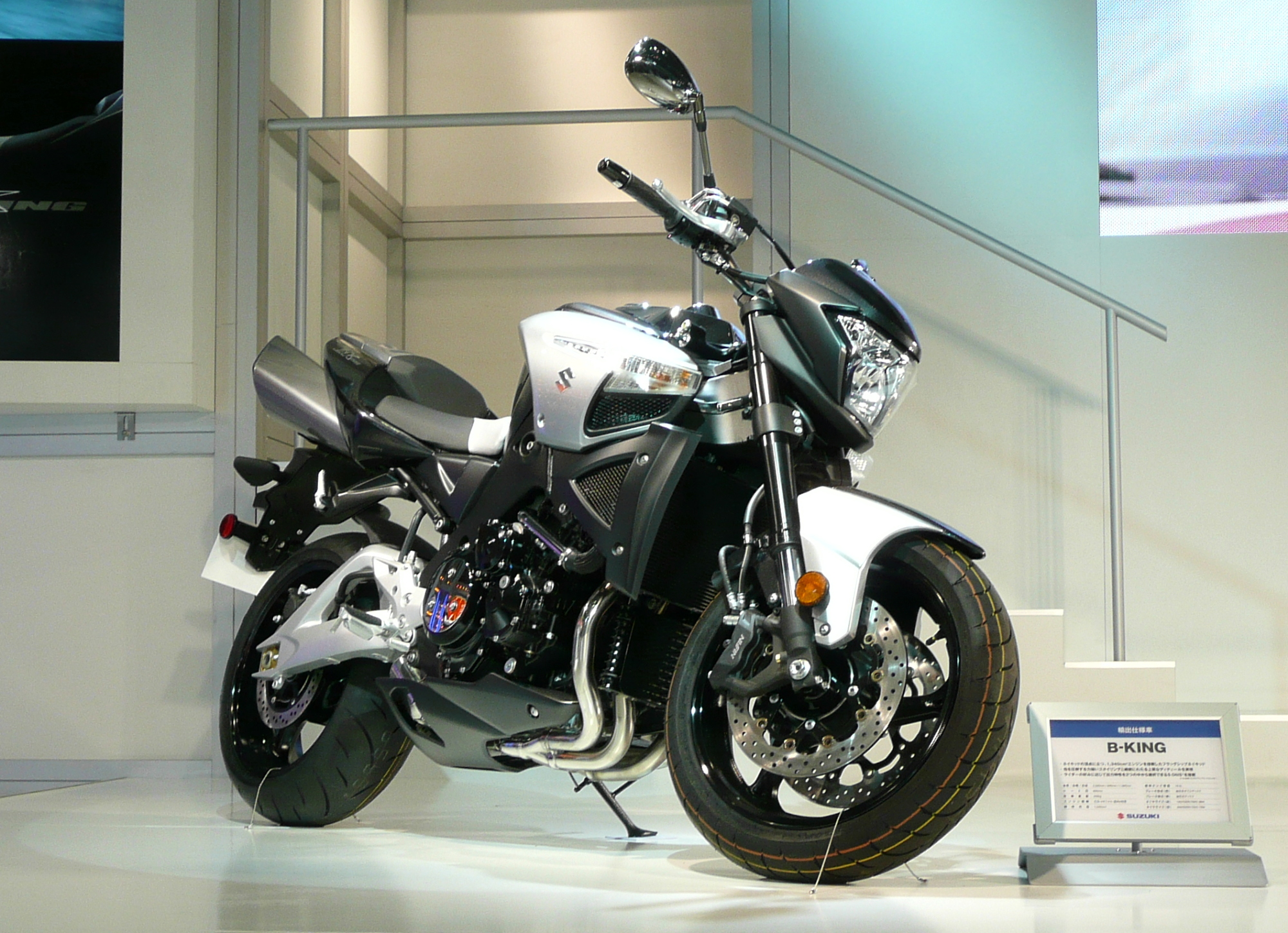
Suzuki B-King, 2007–2011

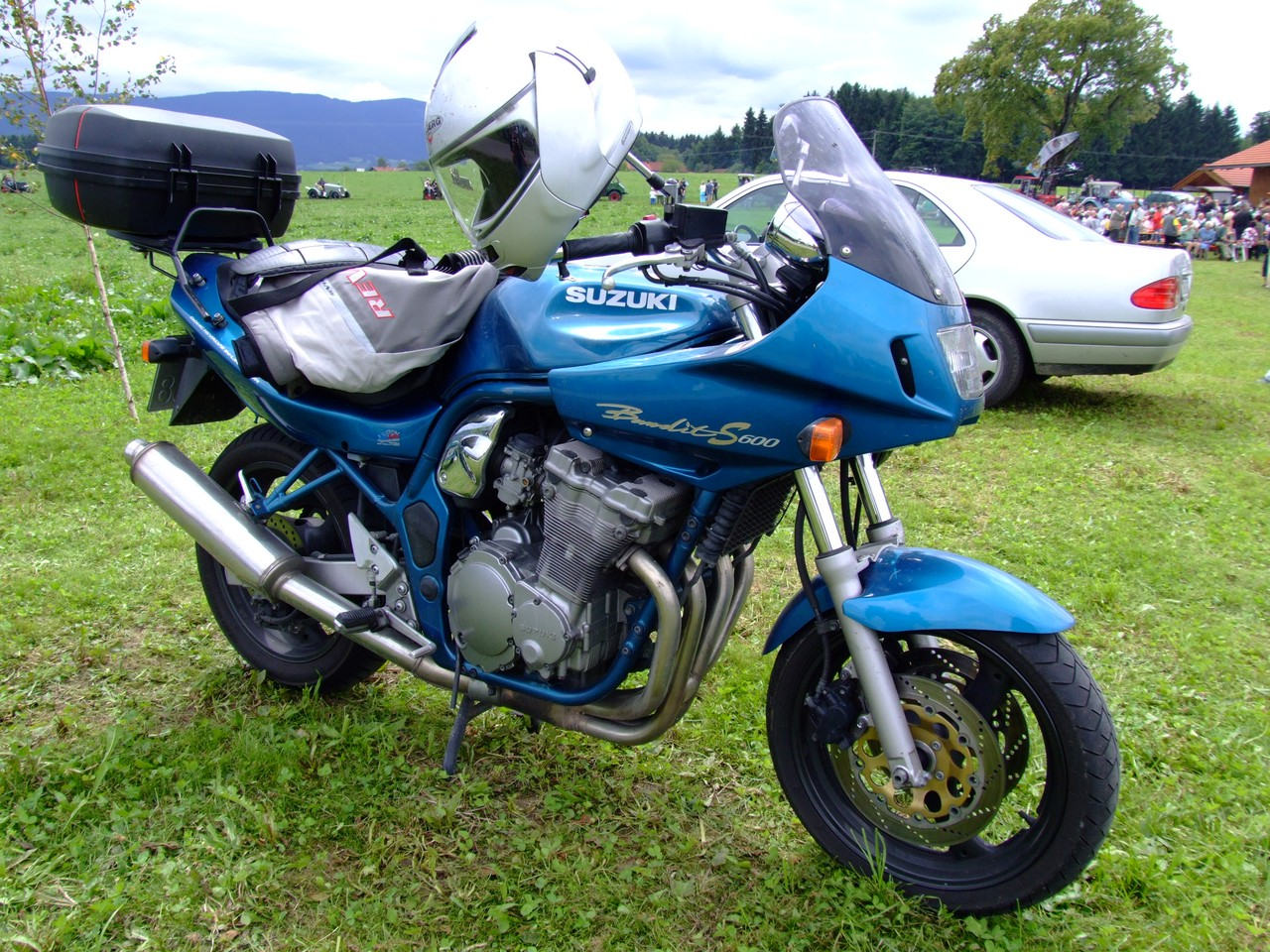
Suzuki GSF 600 Bandit S, 2000–2004

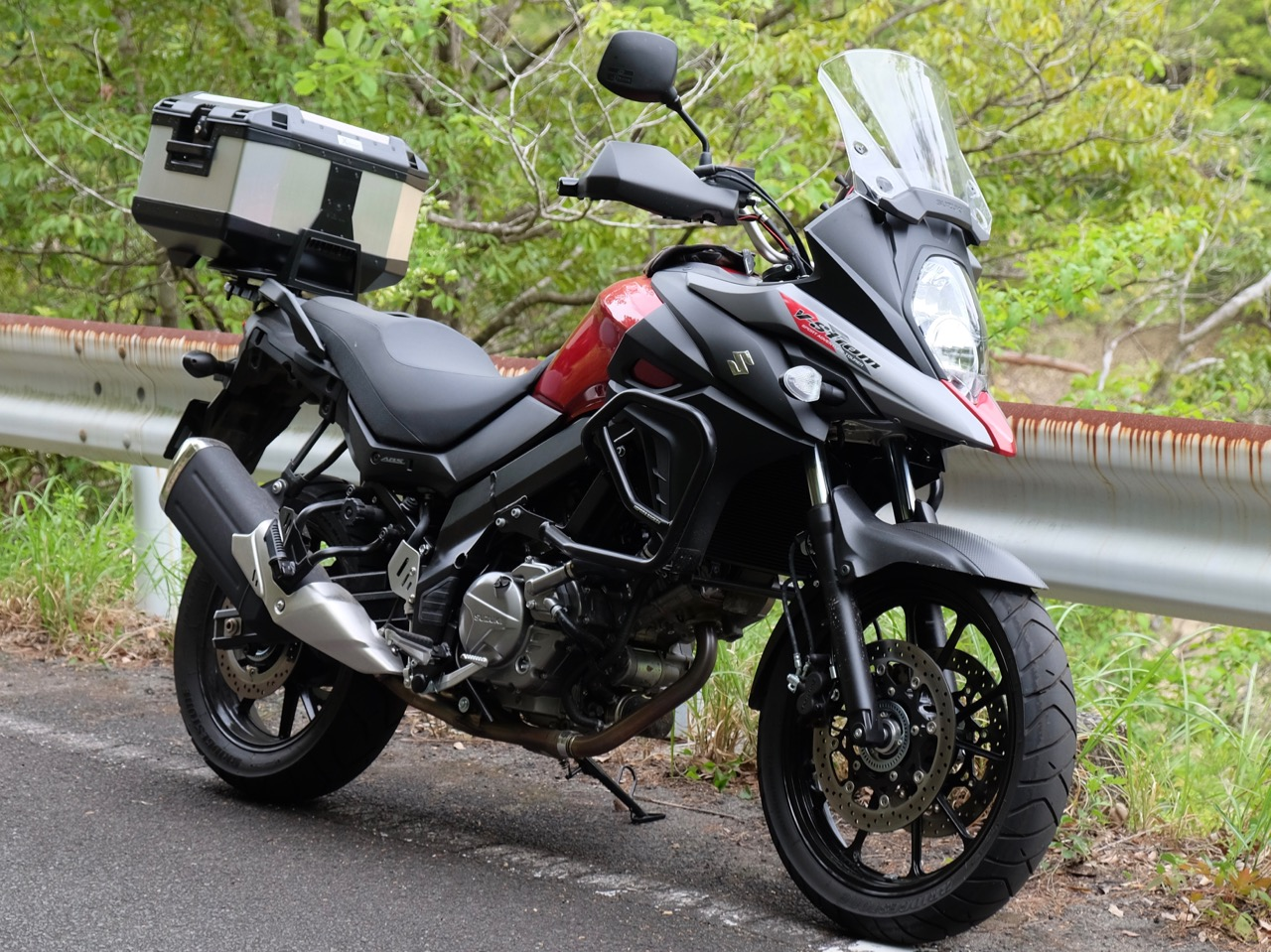
DL 650 V-Strom Modell 2019, 2002–2017 250.000 Maschinen

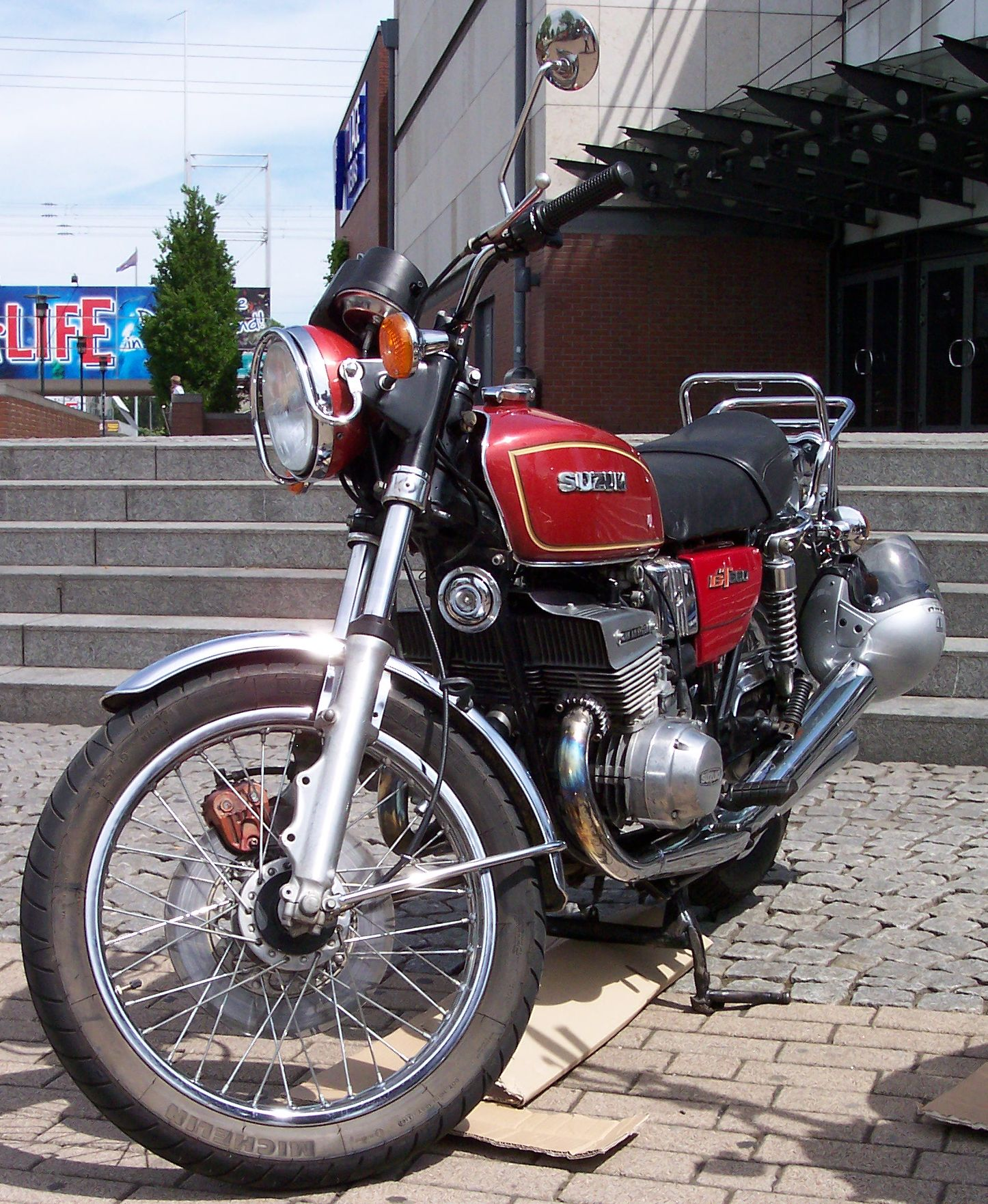
Suzuki GT550

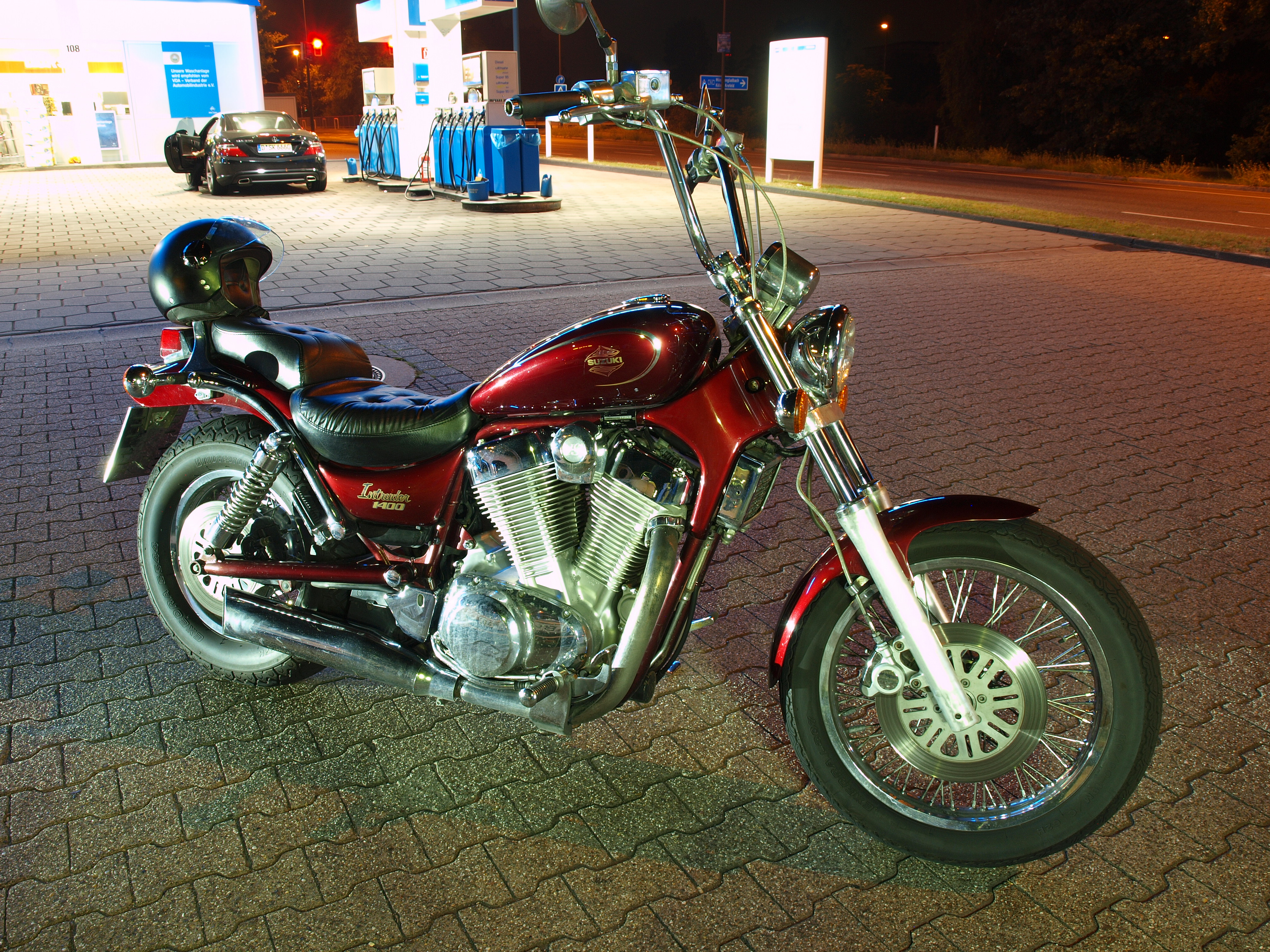
Suzuki VS1400 Intruder, 1986

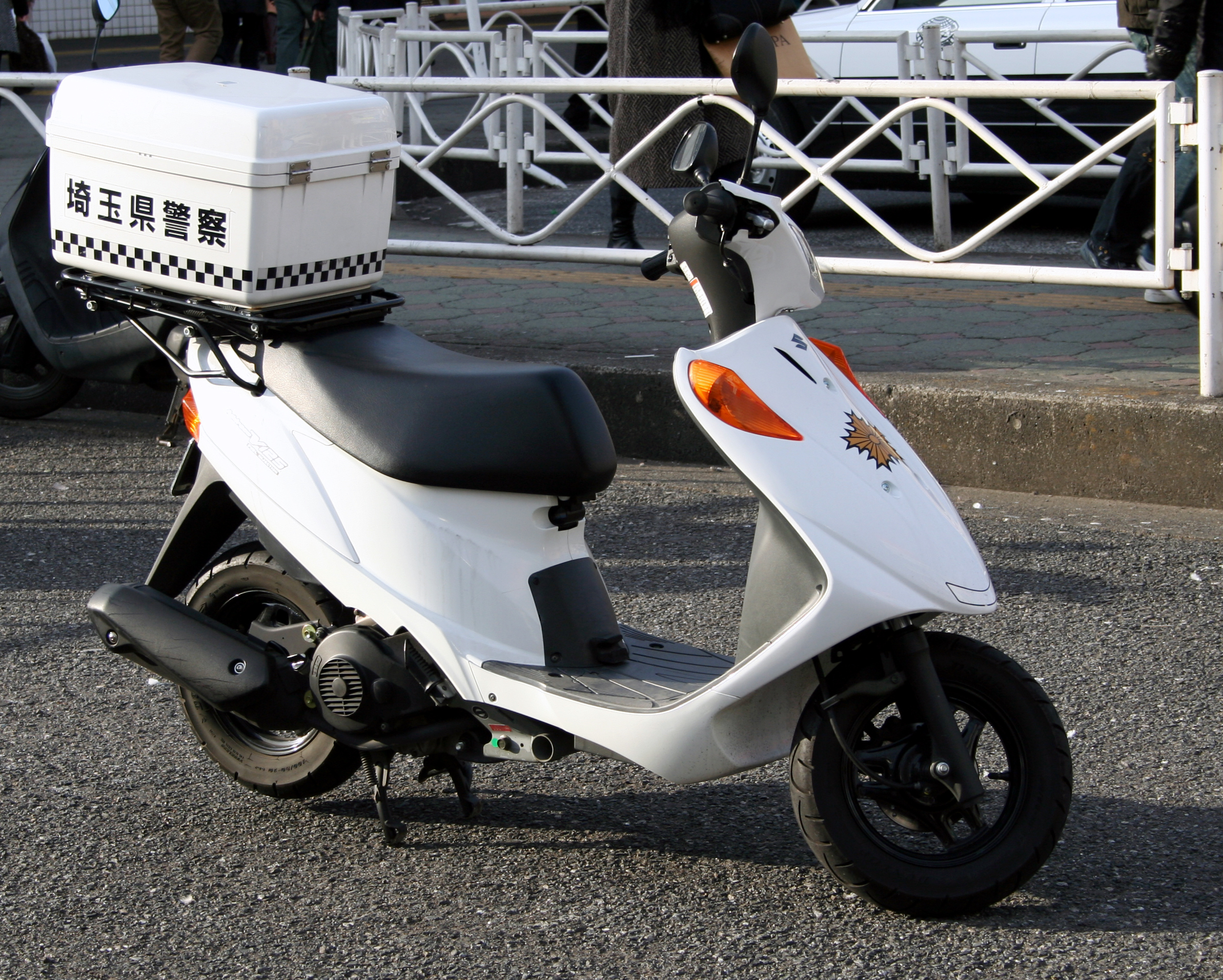
Suzuki Address V125, 2007, bei Polizei in Japan

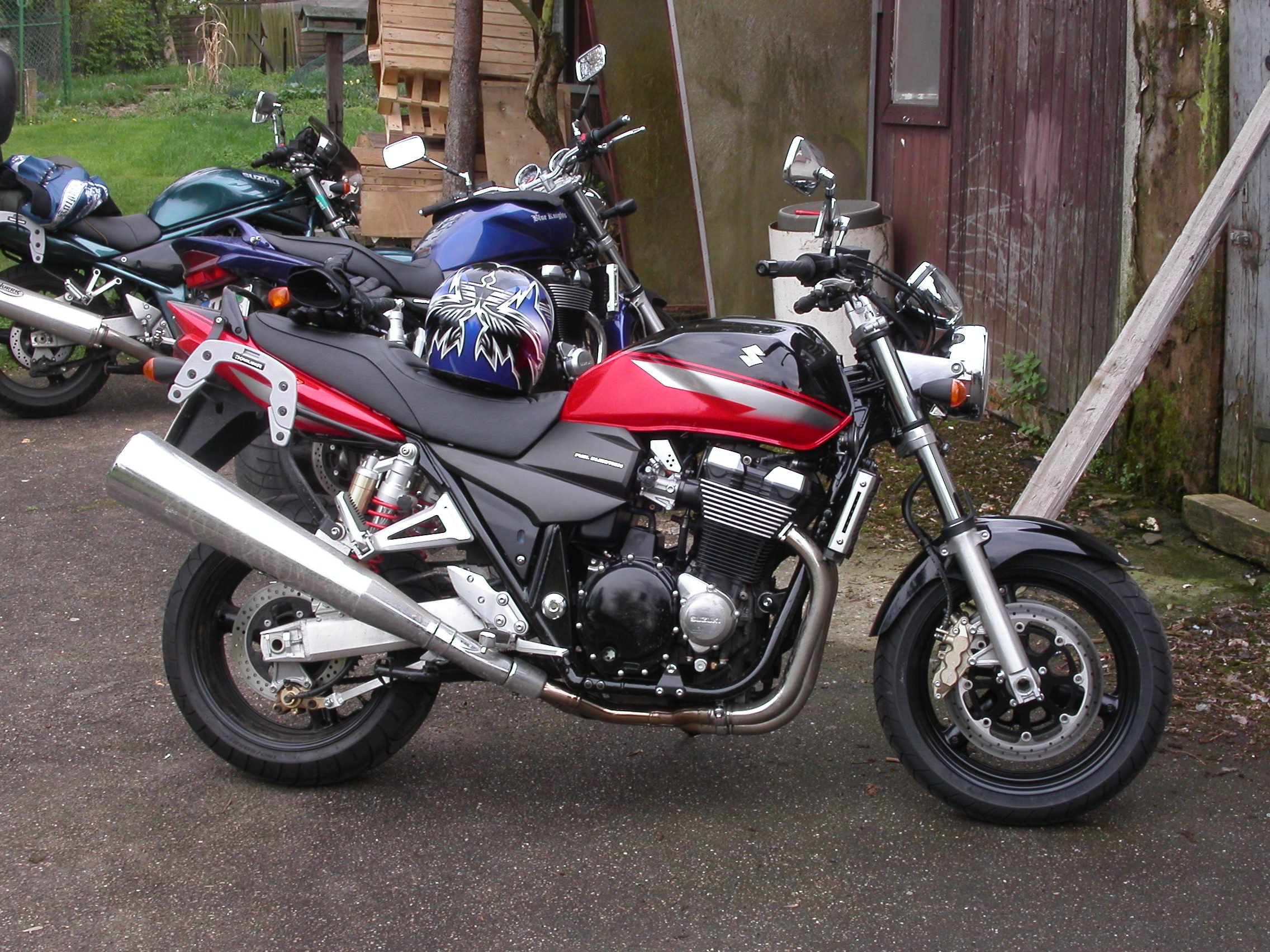
Suzuki GSX1400

## Oldtimer
- TR50 Street Magic

### Zweitakt-Motor

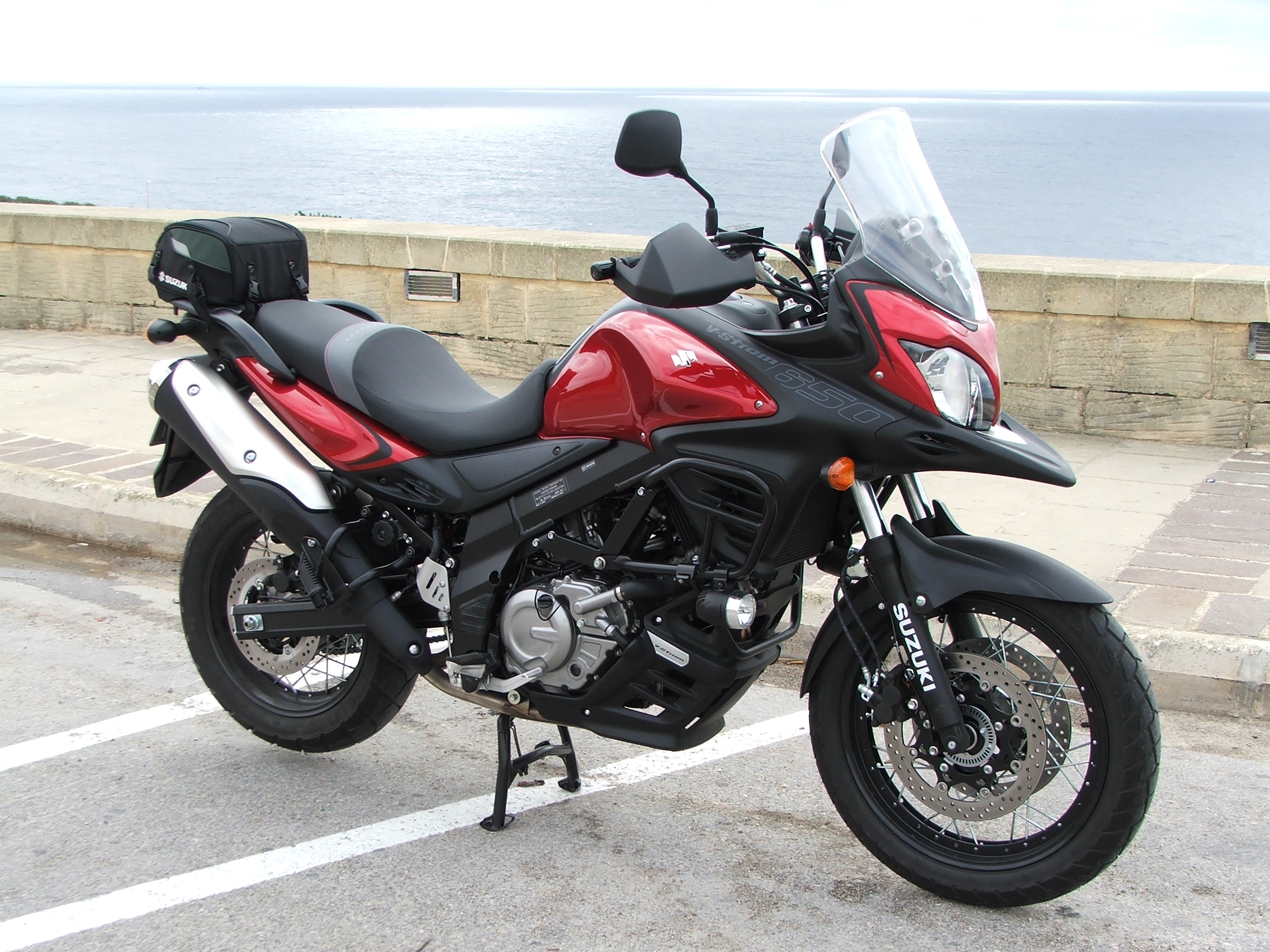
Suzuki V-Strom 650XT ABS, 2015

#### Einzylinder
Mitte der 1960er Jahre produzierte Suzuki Zweitakt-Motorräder mit 50, 80, 125 und 250 cm³ Hubraum. In der 50er Klasse war seinerzeit das Basismodell der Typ Suzy, der vom Zweitaktmotor abgesehen der Honda Super-Club ähnelte. Das Kleinkraftrad M-15 ähnelte wiederum der Honda 50 Sport und der sportliche Typ M-12 (Super-Sport) der Honda S 50. Zudem wurde eine Rennsport-Variante mit bis zu 9,5 PS und 135 km/h Höchstgeschwindigkeit angeboten. Aufbauend auf den Typ M-15 wurden zwei Typen mit 80 cm³ produziert.
- GT 80 L
- RV-Baureihe
  - RV 50 (1972–1982)
  - RV 75
  - RV 90
  - RV 125 (1974–1981)

#### R2-Motor
- GT 125
- GT 185
- GT 200 X5
- T 20 (~250 cm³, 1965–1969) → T250 (1969–) → auch GT 250 (1973–1982) → GT 250 X7 (1978–1982)
- T 500 (1968–1975) → GT 500 (1976–1977)

#### R3-Motor
- GT 380
- GT 550
- GT 750

### Viertakt-Motor

#### Einzylinder
- SP 370 (erster Einzylinder-Viertakt-Motor von Suzuki)

#### R2-Motor
- GS 400
- GS 450
- GR 650 Tempter

#### R4-Motor
- GS 500 (1979–1983)
- GS 550 E
- GS 550 D
- GS 550 L
- GS 550 T
- Suzuki GS 550  „Katana“
- GS 650
- Suzuki GS 650 G „Katana“
- GS 750
- GS 850
- GS 1000
- GS 1100

### Wankelmotor
- RE 5

## SupersportlerundSporttourer

### Zweitakter
- RG 80 Gamma
- RG 125 Gamma
- RG 250 Gamma
- RG 500 Gamma (4 Zylinder „Square-Four“)
- RGV 250 Gamma (V2-Motor)
- RGV 500 Gamma (V4-Motor)

### Viertakter

#### R2-Motor
- GS 400
- GS 450 T
- GS 450 L
- GS 450 E

#### R4-Motor

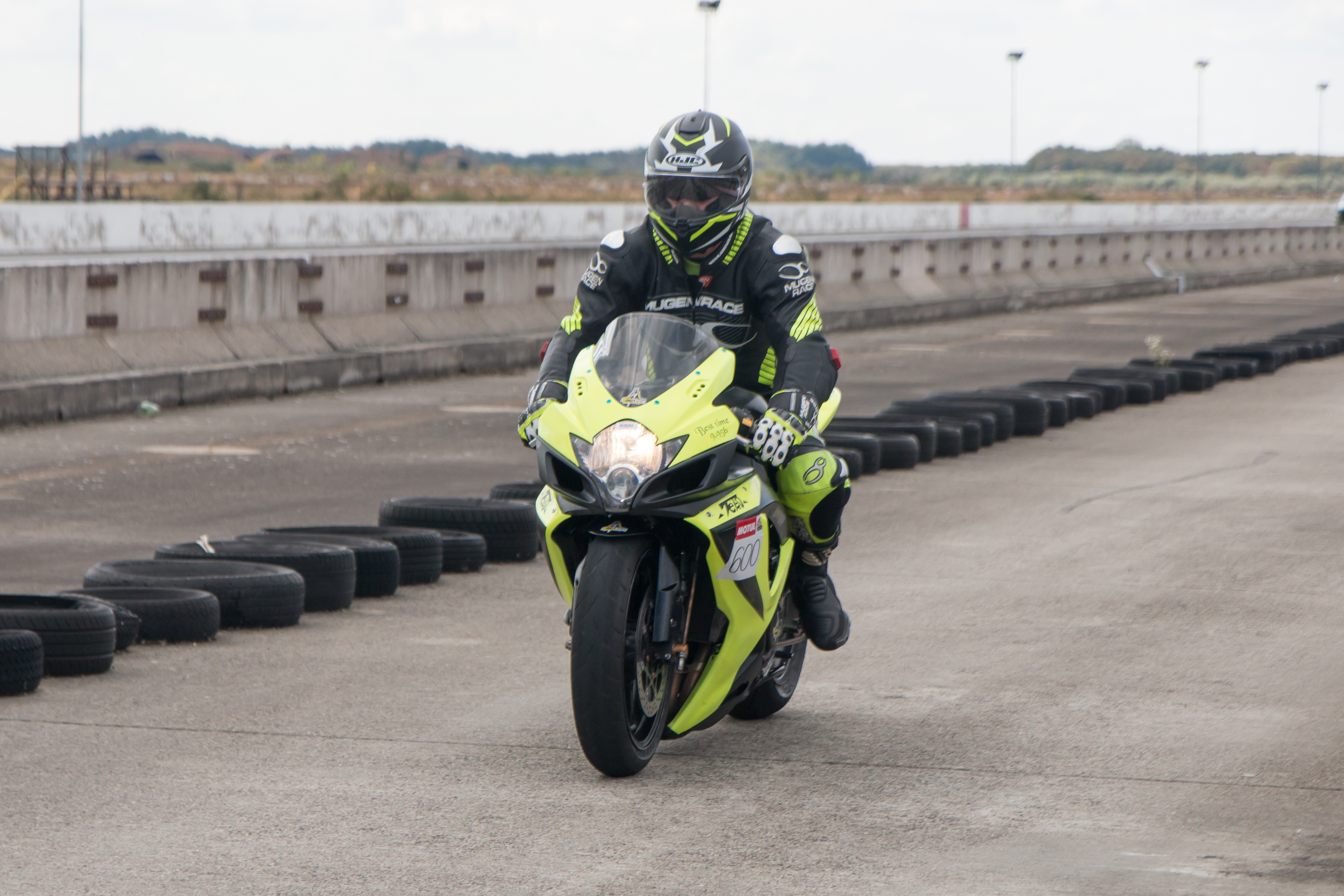
Suzuki GSX-R, 2021

- XN 85 (Turbo-Maschine, 4-Zylinder-Reihe, 1982)

- RF-Baureihe
  - RF 400 R
  - RF 600 R
  - RF 900 R
- GSX-Baureihe
  - GSX 250 (2 Zyl.)
  - GSX 400 (2 Zyl.)
  - GSX 400 F

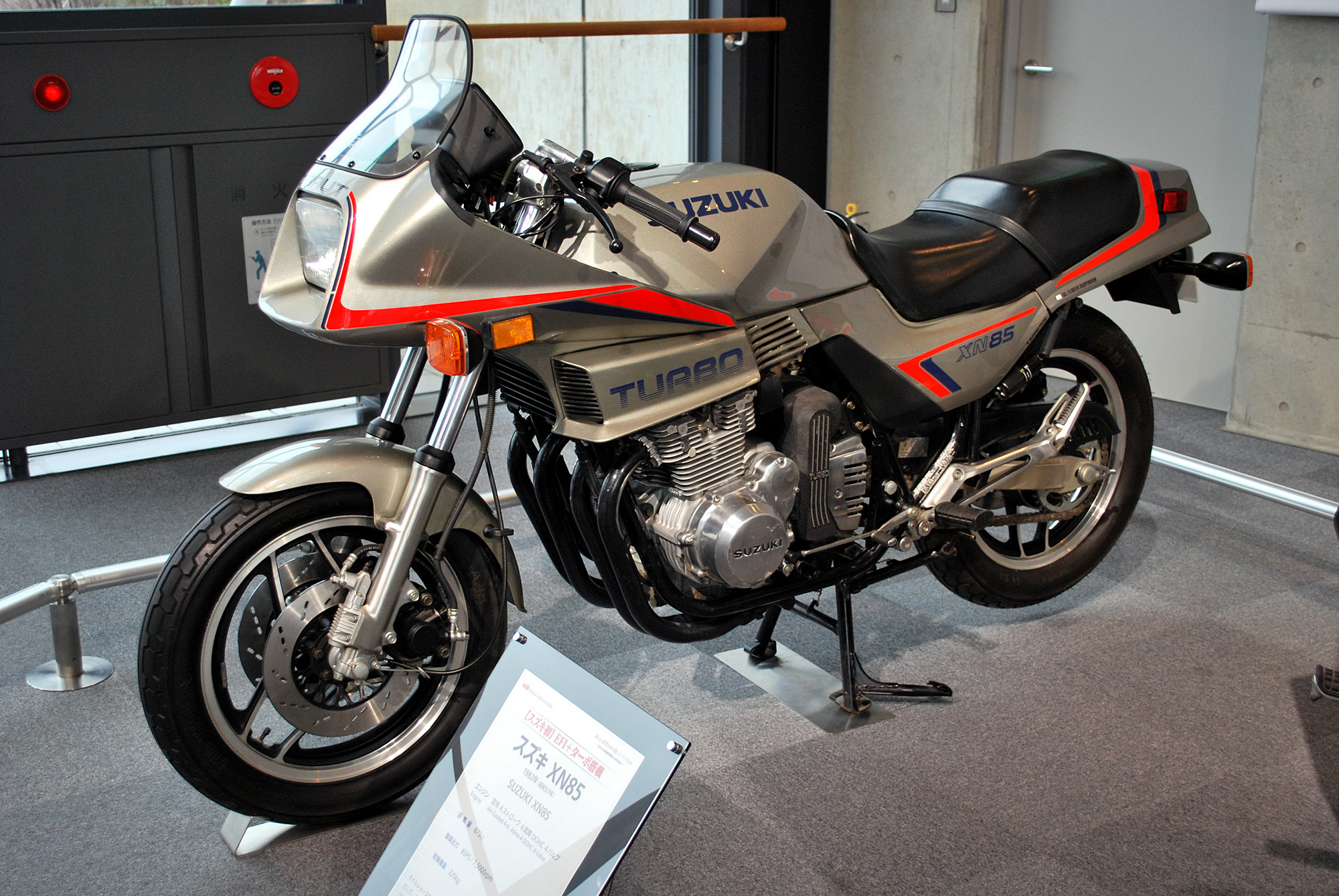
Suzuki XN85 Turbo

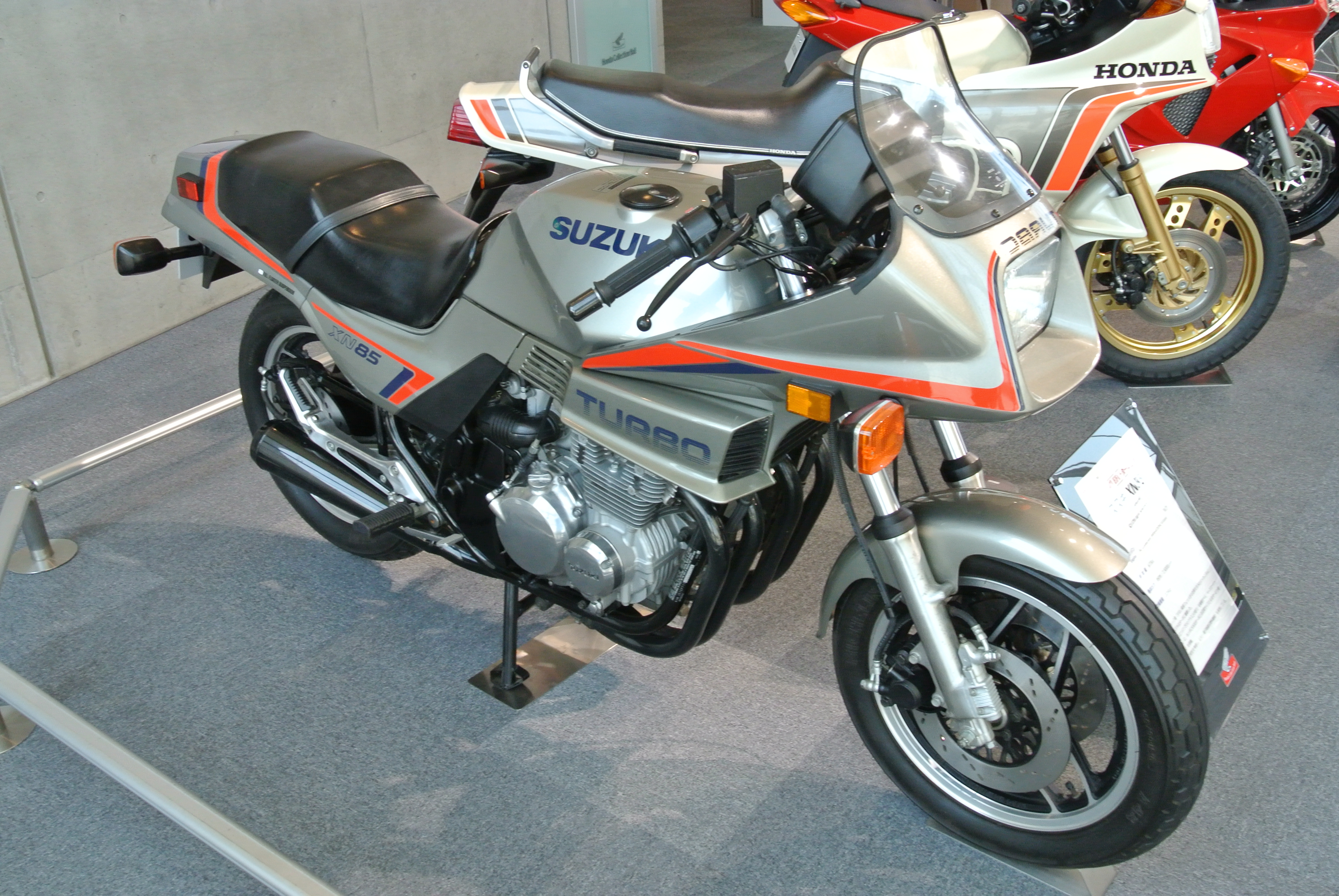
Suzuki XN85 Turbo

  - GSX 550 (in Österreich aus versicherungstechnischen Gründe auch als GSX 500)
  - GSX 550 ES / EF
  - GSX 600 F → GSX 650 F (vollverkleidete GSF 650 Bandit)
  - GSX 750 E/ET
    - GSX 750 S Katana GR71A
    - GSX 750 ES / EF GR72A
    - GSX 750 L

  - GSX 750 F (erst GR78A, dann AK11)
  - GSX 750 (AE) Inazuma
  - GSX-S 1000 F
  - GSX 1100 E /  ES / EF
  - GSX 1100 F → GSX 1250 F
    - GSX 1100 G
    - GSX 1100 R

  - GSX 1200 Inazuma
  - Hayabusa 1300 (GSX 1300 R)

- GSX-R-Baureihe (Supersportler)
  - GSX-R 250 (1987–1990)
  - GSX-R 400 (1984–1999)
  - GSX-R 600 (1992–1993 und 1997–2015)
  - GSX-R 750 (seit 1985)
  - GSX-R 1100 (1986–1998) → GSX-R 1000 (seit 2001) und GSX-R 1000 R

## AllrounderundNaked-Bikes

### R2-Motor
- GW 250 Inazuma
- GS 500 E
- Suzuki GS 450 E

### R4-Motor
- GSR 600 → GSR 750

- GSF 400 Bandit
- GSF 600 Bandit → GSF 650 Bandit
- GSF 1200 Bandit → GSF 1250 Bandit → Bandit 1250 S
- GSX-S 750
- GSX-S 1000

- GSX 1200 → GSX 1400
- B-King (1340 cm³, 2007–2011)

### V2-Motor

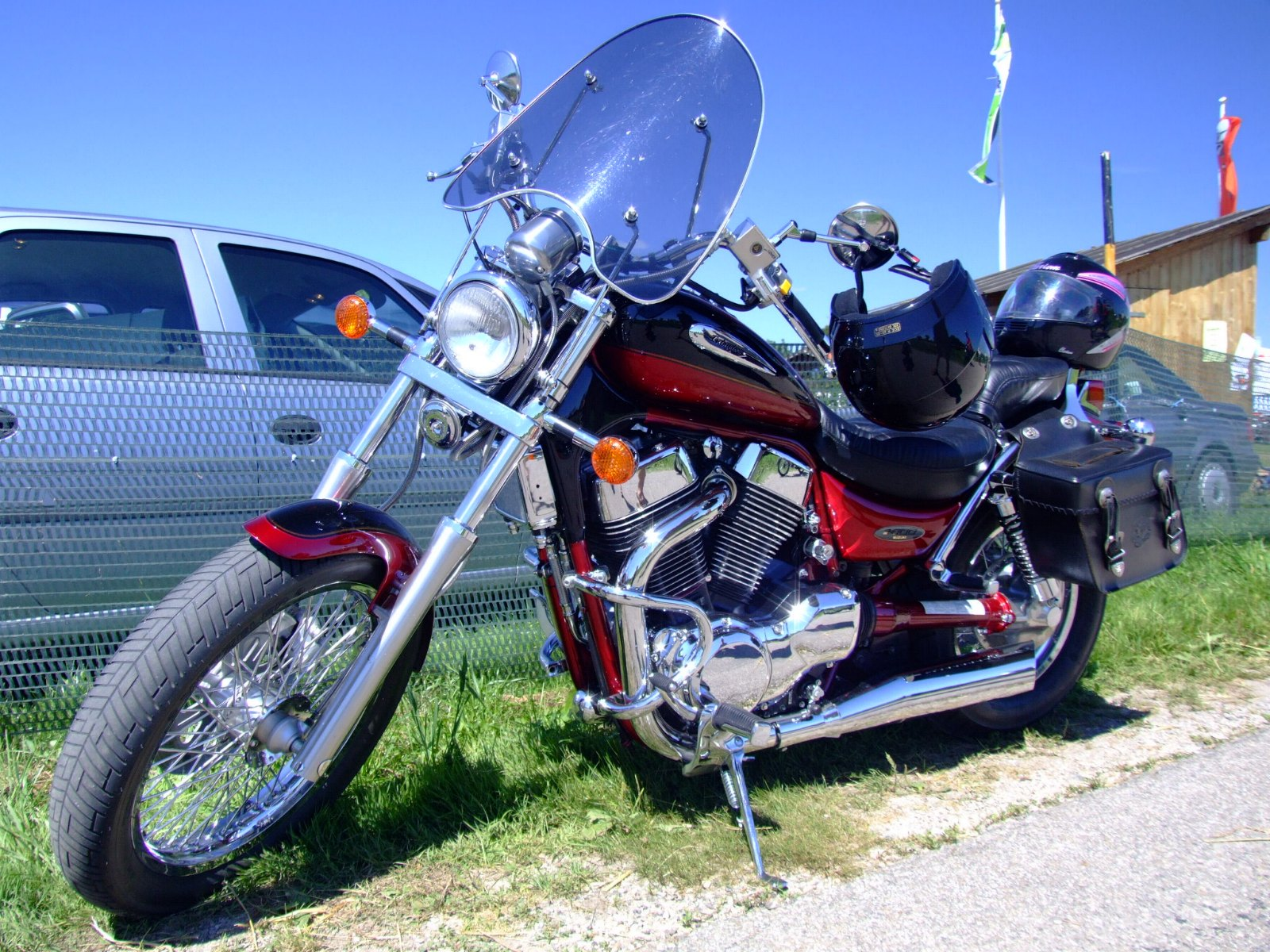
Suzuki VS1400 Intruder

- SV 650 → SFV 650 Gladius → SV 650 (2016)
- TL 1000 → SV 1000
- VX 800

## Tourer

### V4-Motor
- GV 1400 Cavalcade (1985–1991)

## EndurosundReiseenduros

### Einzylinder

#### Zweitakt-Motor
- TS 50 X
- TS 80 X SC11A
- TS 125 X
- TS 250 X SJ11D

#### Viertakt-Motor
- DR 350 (1990–1999) → DR-Z400 (2000–2008)
- DR 500 → DR 500 S → DR 600 → DR 650 (1990–2000)
- XF 650 Freewind (1997–2003)

- DR Big 750 S (1987–1990) →  DR 800 S (1990–1999, hatte mit 779 cm³ den größten Hubraum aller serienmäßigen Einzylindermotorräder)
- DR 820 Zeta (Rallye-Version)

### V2-Motor
- DL 250 V-Strom, (seit 2017)[3]

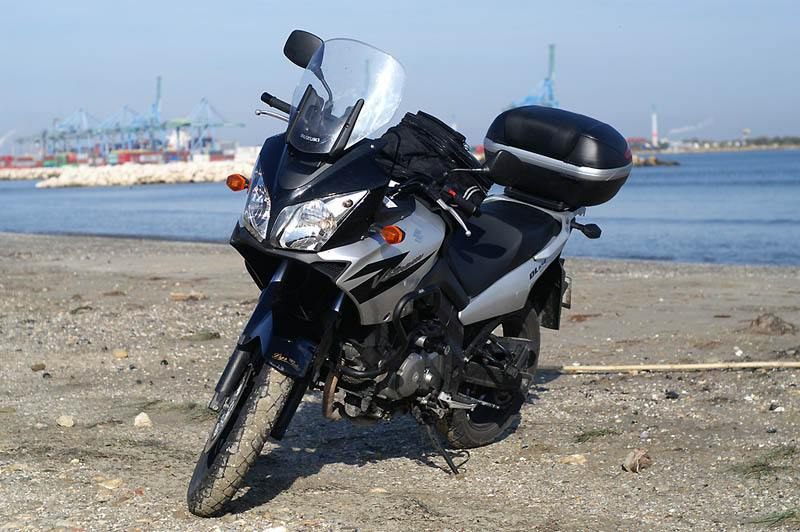
Suzuki V-Strom 650, 2005

- DL 650 V-Strom (seit 2004) und V-Strom 650 XT
- DL 1000 V-Strom (2002–2009) → V-Strom 1000 (seit 2014) und V-Strom 1000 XT → V-Strom 1050 (seit 2019) und V-Strom 1050 XT

- V-Strom 800DE (ab 2023)[4]
- V-Strom 800 (ab 2023)[5]

## Supermoto

### Einzylinder
Viertakt-Motor
- DR-Z4m (ab 2024)[6]

## Crossover/Sporttourer

### Vierzylinder
Viertakt-Motor
- GSX-S1000GX (ab 2023)[7]

## ChopperundCruiser

### Einzylinder
- TU 250 X (Einzylinder-Viertakt-Motor)
- GZ 250 Marauder
- GN 250
- GN 400
- LS 650 Savage

### V2-Motor
- VL 800 Volusia
- VS 750 Intruder
- VS 800 Intruder
- VS 1400 Intruder (1986–2003)

- VZ 800 Marauder
- VZ 1600 Marauder

- Intruder C800
- Intruder C 1500 T
- Intruder M 1500[8]
- Intruder M 1800 R

## Leicht-undKleinkrafträder

### Sportler
- Sport 50 M12 (1964)
- GSX-R 50 (1987)
- Sport 80 K11 (1964)
- GSX-R 125

### Allrounder
- GN 125
- TU 125 X (1999)
- GSX-S 125

### Enduros
- TS 50 ER
- TS 125
- DR 125 (1986–2001)

### Chopper und Cruiser
- OR 50 Rebel
- ZR 50
- GT 80L
- GN 125
- GZ 125 Marauder (1989–2004)
- Intruder 125 LC (V2-Motor, 1999–2007)
- VanVan (~125 und ~200 cm³, seit 2002)

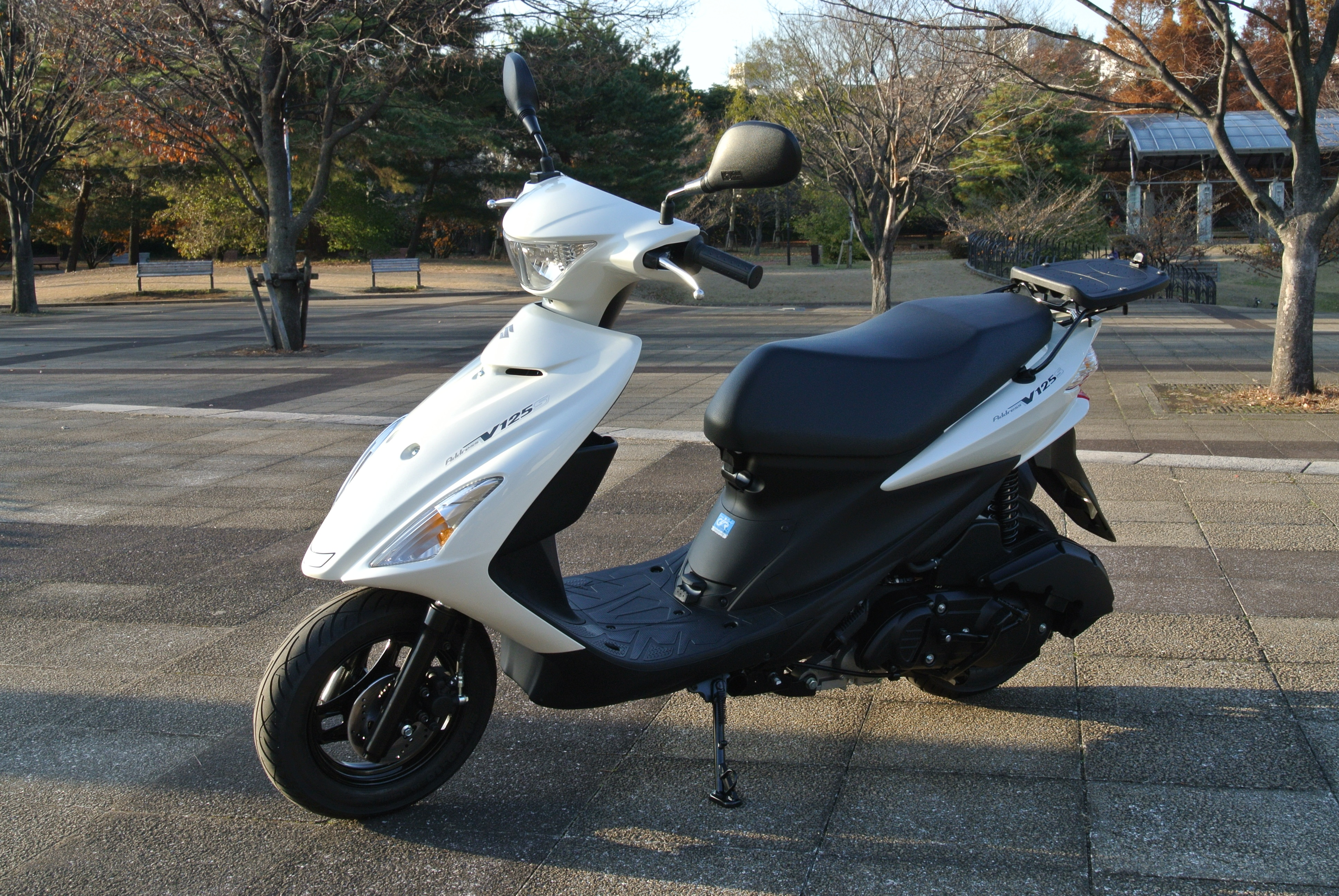
Suzuki Address V125S, 2012

## Motorroller

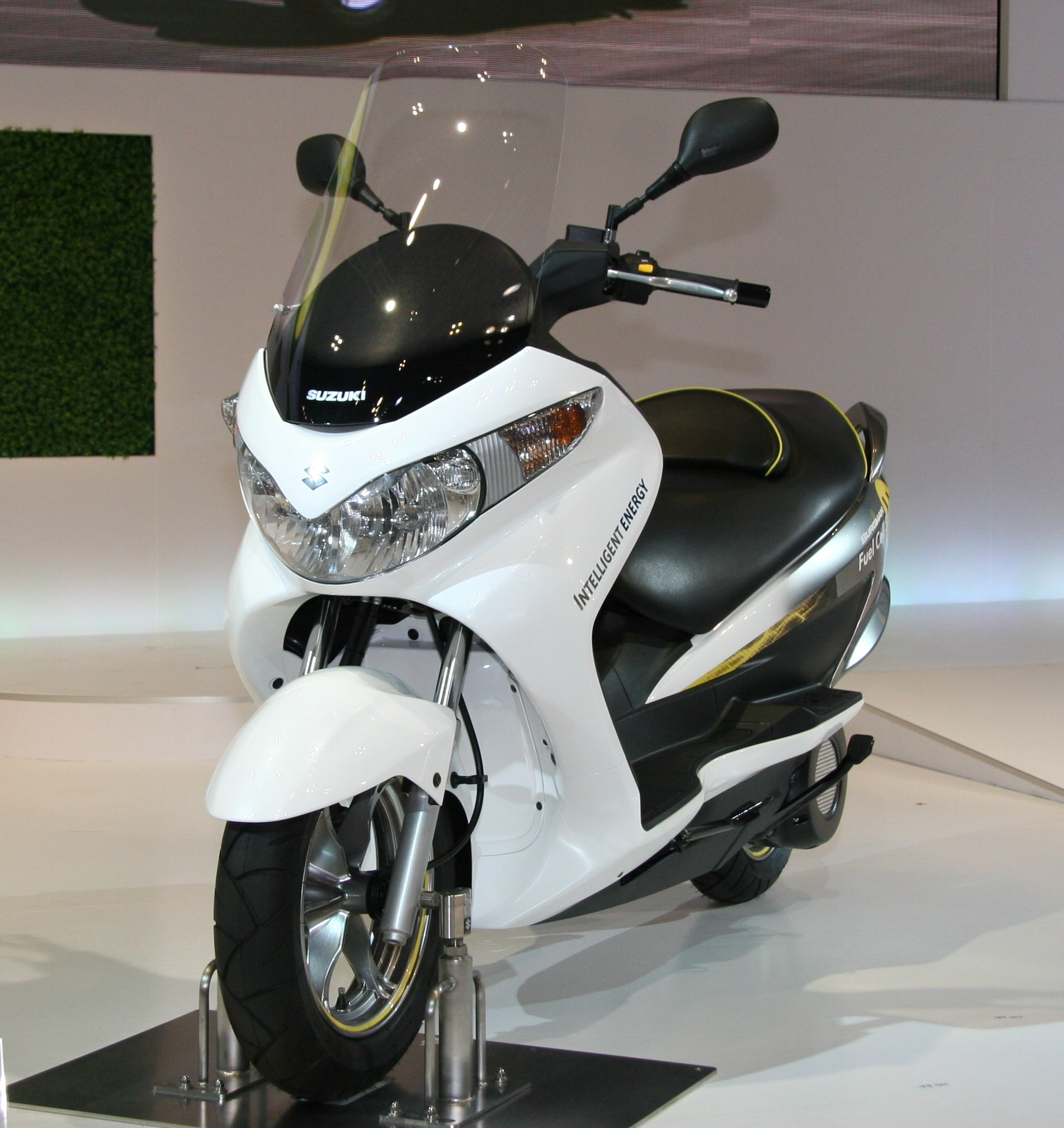
Suzuki Burgman m. Brennstoffzelle, 2011,
mit EU-Zulassung

- AY 50 Katana (50 cm³, Einzylinder-Zweitakt-Motor)
- AN 125
- CS (~50, ~80 und 125 cm³, 1982–1988)
- Address 125
- Address 110
- Burgman 125

### Großroller
- Burgman 650 Executive
- Burgman 400
- Burgman 200

## Wettbewerbsmotorräder
(nicht im Bereich der Straßenverkehrs-Zulassungs-Ordnung zu betreiben)

### Rennsport

#### 500-cm³-Klasse (historisch)
- Zweitakt-V4-Motor: RGV 500

#### MotoGPseit 2002
- V4-Motor: GSV-R (990 cm³, 2002–2006) → GSV-R (800 cm³, 2007–2009)
- R4-Motor: GSX-RR (1000 cm³, seit 2015)

### Motocross
- RM-Baureihe (Einzylinder)
  - Zweitakt-Motor
    - RM-85 L
    - RM-125 (bis 2008)
    - RM-250 (bis 2008)

  - Viertakt-Motor
    - RM-Z 250
    - RM-Z 450
    - RMX 450 Z
    - DR-Z 70
    - DR-Z 125 L